# Patinação de velocidade nos Jogos Olímpicos de Inverno de 2006 - 10000 m masculino
A competição de 10000m masculino de patinação de velocidade nos Jogos Olímpicos de Inverno de 2006 foi disputado no dia 24 de fevereiro.

## Medalhistas
| Ouro   | NED Bob de Jong    |
| Prata  | USA Chad Hedrick   |
| Bronze | NED Carl Verheijen |

## Resultados
| Pos. | Patinador                     | Tempo    |
| ---- | ----------------------------- | -------- |
|      | NED Bob de Jong               | 13:01.57 |
|      | USA Chad Hedrick              | 13:05.40 |
|      | NED Carl Verheijen            | 13:08.80 |
| 4    | NOR Oystein Grodum            | 13:12.58 |
| 5    | NOR Lasse Saetre              | 13:12.93 |
| 6    | RUS Ivan Skobrev              | 13:17.54 |
| 7    | NED Sven Kramer               | 13:18.14 |
| 8    | ITA Enrico Fabris             | 13:21.54 |
| 9    | CAN Arne Dankers              | 13:23.55 |
| 10   | SWE Johan Rojler              | 13:29.50 |
| 11   | NOR Eskil Ervik               | 13:37.62 |
| 12   | ITA Ippolito Sanfratello      | 13:41.91 |
| 13   | ITA Stefano Donagrandi        | 13:47.67 |
| 14   | BEL Bart Veldkamp             | 13:48.12 |
| 15   | USA Charles Ryan Leveille Cox | 14:14.81 |
| -    | RUS Artyom Detyshev           | DQ       |

Legenda
| Recorde mundial      | Recorde mundial (World record)               |                       | Recorde africano                      | Recorde africano (African) |                                           | Q | Classificado por posição (Qualified) |
| Recorde olímpico     | Recorde olímpico (Olympic record)            | Recorde da América    | Recorde da América (Americas)         | q                          | Classificado por melhor tempo (Qualified) |   |                                      |
| Melhor marca do ano  | Melhor marca do ano (World leading)          | Recorde asiático      | Recorde asiático (Asian)              | DNS                        | Não largou (Did not start)                |   |                                      |
| Recorde nacional     | Recorde nacional (National record)           | Recorde europeu       | Recorde europeu (European)            | DNF                        | Não terminou (Did not finish)             |   |                                      |
| Recorde pessoal      | Recorde pessoal do atleta (Personal best)    | Recorde da Oceania    | Recorde da Oceania (Oceania)          | DSQ / DQ                   | Desclassificado (Disqualified)            |   |                                      |
| Recorde da temporada | Recorde da temporada do atleta (Season best) | Recorde sul-americano | Recorde sul-americano (South America) | NM                         | Sem marca (No mark)                       |   |                                      |